# Kabupaten Luwu
Kabupaten Luwu är ett kabupaten i Indonesien.   Det ligger i provinsen Sulawesi Selatan, i den centrala delen av landet, 1 700 km öster om huvudstaden Jakarta. Antalet invånare är 332 482.